# Видувере (Йиґева)
Ви́дувере (ест. Võduvere küla) — село в Естонії, у волості Йиґева повіту Йиґевамаа.

## Населення
Чисельність населення на 31 грудня 2011 року становила 103 особи.

## Історія
1975 року до Видувере приєднана територія села Каазікутаґузе (Kaasikutaguse).